# 埃克诺穆斯角海战

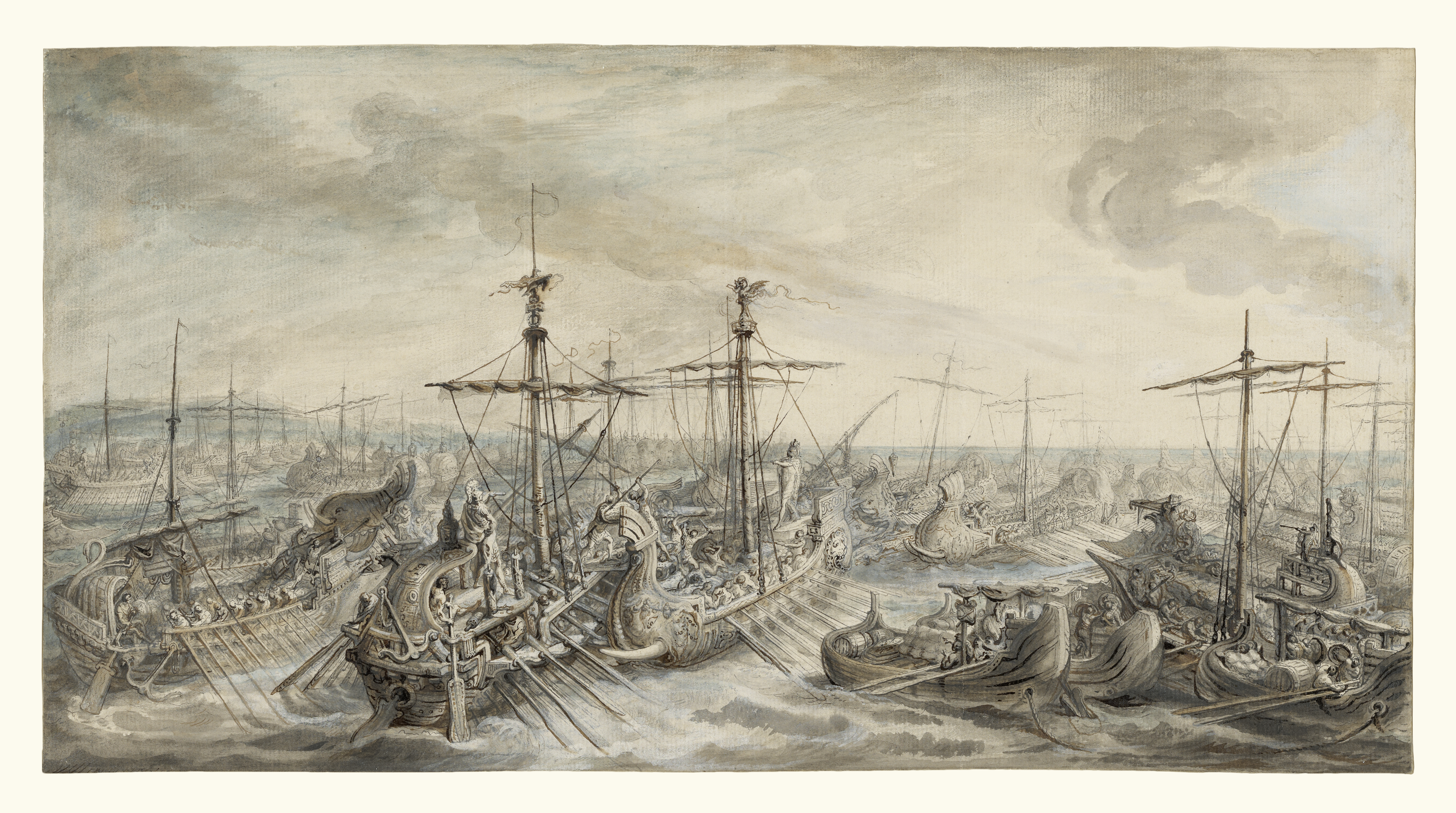
埃克诺穆斯角海战

埃克诺穆斯角海战是前256年（第一次布匿战争期间）偉人漢諾領導的古迦太基舰队和马尔库斯·阿蒂利乌斯·雷古鲁斯領導的罗马共和国舰队在西西里岛南海岸埃克诺穆斯角发生的一场海战。最終罗马共和国獲勝。